# Револуционарни пут
Револуционарни пут (енгл. Revolutionary Road) је амерички филм из 2008. који је режирао Сем Мендиз, по истоименом роману Ричарда Јејтса.

## Радња
Френк и Ејприл су одувек себе видели као посебне, другачије и спремне да живе живот заснован на већим идеалима. Тако су, чим су се доселили у своју нову кућу на Револуционарном путу, поносно објавили своју независност од инертности предграђа која их окружује и одлучили да никада неће бити заробљени у друштвене стеге свог доба. И поред свог шарма, лепоте и непоштовања норми, Вилерови схватају да су постали управо оно што нису очекивали: добар човек са стабилним послом и без петље, не баш срећна домаћица гладна испуњења и страсти, америчка породица с изгубљеним сновима, попут свих других. Вођена жељом да промени судбину, Ејприл смишља пустолован план да почну из почетка, да напусте удобност Конектиката зарад велике непознанице Париза. Али када план почне да се остварује, сваки од супружника буде гурнут у екстреме – једно жели да побегне по сваку цену, а друго жели да сачува све што имају, без обзира на то какве компромисе треба начинити. 

## О филму
Емотивно набијен роман Ричарда Јејтса из 1961. - „Револуционарни пут“, уздрмао је свет књижевности. Главни ликови романа – млади љубавници с великим сновима, Френк и Ејприл Вилер – постали су изузетно пријемчиви читаоцима и до сада су инспирисали жучне расправе о природи брака, улози мушкарца и жене у модерном друштву и могућности помирења стварности породице, посла и одговорности с идеалистичким жудњама младости. Када Френк и Ејприл смисле план да оживе свој брак селидбом у узбудљиву слободу Париза, то подстиче фатални конфликт њених снова и њеног страха од тога да неће моћи да их испуни. 
Био је то необично дуг пут од књиге до филмског платна за Јејтсово ремек-дело. Откад је објављен, мноштво филмаџија желело је да адаптира роман. Али ниједан изгледан сценарио се није појављивао. Након што се одрекао ауторских права у корист продуцента Алберта Рудија за 15.000 долара – који их је затим продао Патрику О'Нилу - Ричард Јејтс је безуспешно покушавао да поврати права како би сам адаптирао роман у филм, али О'Нил, а касније и његова удовица, нису желели да се одрекну сопствене визије о филму - идеје о томе какав би филм овај роман могао да буде. Јејтс је умро 1992. године. 
"Револуционарни пут“ је био Јејтсов дебитантски роман. Објављен је када је он имао 35 година и истог тренутка га је бацио у жижу интересовања у књижевном свету. Тенеси Вилијамс је рекао да је непосредно, интензивно и бриљантно жив: „Ако је нешто више потребно да се створи ремек-дело модерне америчке белетристике, ја засигурно не знам шта би то требало да буде." Курт Вонегат је роман назвао „Великим Гетсбијем“ свог доба. Вилијам Стајрон је рекао да је то умешан, ироничан, предиван роман који заслужује да постане класик. 
Није било лако наћи сценаристу који је био вољан да нађе свеж угао из кога ће урадити адаптацију овог романа. Избор је на крају пао на Џастина Хејтија, који не само што је сценариста већ је исто толико важан и признат романописац. Био је номинован за Букерову награду за свој првенац „Медени месец“. Хејти је, из поштовања и дивљења према томе шта је Јејтс успео да постигне овим романом, желео да у адаптацији буде што ближи тону и дијалогу који је Јејтс употребио у књизи, а да у исто време потврди да је филм потпуно другачија творевина од романа. „У роману имате тренутан приступ унутрашњем монологу ликова, док у филму морате добро да се потрудите да то постигнете“, каже он. „Надам се да ће филм инспирисати многе да поново открију Јејтса и да му одају признање какво је увек желео и заслуживао." 
Сем Мендиз је желео да одмах евоцира Јејтсов детаљан портрет конформистичке Америке 1955. године, истовремено фокусирајући камеру на ванвременски брачни конфликт ликова. Идеја је била да се открије свет који се осећа другачијим – живописни свет лепо уређених, али клаустрофобичних кућа; високих, али бездушних градских канцеларијских зграда; мартинијем употпуњене, али непријатне вечери с комшијама – који је на само корак удаљен од вашег света. „Најважније је било створити стварно окружење у коме се Френк и Ејприл заиста осећају изгубљено. Желео сам да нагласим на неки начин да је Френк био усамљен у граду, док је у исто време Ејприл била усамљена у кући. Имате тај визуелни контрапункт у току целог филма – Френк у маси људи и Ејприл у предграђу, што помаже да се извуче централна тема приче“, каже Мендиз.

## Улоге
| Глумац            | Улога          |
| ----------------- | -------------- |
| Леонардо Дикаприо | Френк Вилер    |
| Кејт Винслет      | Ејприл Вилер   |
| Кети Бејтс        | Хелен Гивингс  |
| Кетрин Хан        | Мили Кембел    |
| Дејвид Харбор     | Шеп Кембел     |
| Мајкл Шенон       | Џон Гивингс    |
| Ричард Истон      | Хауард Гивингс |
| Зои Казан         | Морин          |
| Џеј Олкат Сандерс | Барт Полок     |